# Aleksander Čerepanov
Aleksander Petrovič Čerepanov (rusko Александр Петрович Черепанов), ruski hokejist, * 8. september 1929, Sverdlovsk, Sovjetska zveza, † 20. februar 1989, Sverdlovsk.
Čerepanov je v sovjetski ligi igral za kluba SCKA Moskva in Dinamo Sverdlovsk, skupno na 208-ih prvenstvenih tekmah, na katerih je dosegel 123 golov. V letih 1955, 1956, 1958, 1959 in 1960 je osvojil naslov sovjetskega državnega prvaka. Za sovjetsko reprezentanco je nastopil na dveh svetovnih prvenstvih (brez olimpijskih iger), na katerih je osvojil dve srebrni medalji. Za reprezentanco je nastopil na 36-ih tekmah in dosegel 25 golov.

## Pregled hokejske kariere
Odebeljeno - reprezentančni nastopi, glej tudi Statistika pri hokeju na ledu.
| Moštvo          | Liga                 | Sezona |    | Redni del | Redni del | Redni del | Redni del | Redni del | Redni del |   | Končnica | Končnica | Končnica | Končnica | Končnica | Končnica |
| --------------- | -------------------- | ------ | -- | --------- | --------- | --------- | --------- | --------- | --------- | - | -------- | -------- | -------- | -------- | -------- | -------- |
| Moštvo          | Liga                 | Sezona | OT | G         | P         | T         | +/-       | KM        | OT        | G | P        | T        | +/-      | KM       |          |          |
| Sovjetska zveza | Svetovno prvenstvo A | 57     |    | 7         | 6         |           | 6         |           |           |   |          |          |          |          |          |          |
| Sovjetska zveza | Svetovno prvenstvo A | 58     |    | 7         | 3         | 4         | 7         |           | 8         |   |          |          |          |          |          |          |
| Skupaj          |                      |        |    | 14        | 9         | 4         | 13        |           | 8         |   |          |          |          |          |          |          |